# Ollon
Ollon is een gemeente en plaats in het Zwitserse kanton Vaud, en maakt deel uit van het district Aigle. Ollon telt 6536 inwoners.

## Overleden
- Olivia Ausoni (1923-2010), alpineskiester en olympisch deelnemer